# SKラピード・ウィーン
SKラピード・ウィーン（ドイツ語: Sportklub Rapid Wien）は、オーストリアの首都ウィーンを本拠地とするサッカークラブである。オーストリア・ブンデスリーガに加盟し、FKアウストリア・ウィーンやレッドブル・ザルツブルクと共にリーグを代表する強豪である。
国際サッカー歴史統計連盟（IFFHS）が発表した20世紀ヨーロッパにおけるクラブランキングでは、22位にランクされた国を代表するクラブである。
オーストリア・ブンデスリーガが創設された1911年から常に1部リーグに所属している同国で最も歴史のあるクラブの一つである。合計32回のリーグ最多優勝回数を誇る同クラブは紋章の上に3つの星（1つの星＝リーグ優勝10回分）をつけることがリーグ機構によって許可されている。
ナチス・ドイツにオーストリアが併合されていた期間には、ドイチェ・フースバルマイスターシャフト（1941年大会）とカップ戦チャマーポカール（1938年大会、現DFBポカール）で優勝を果たした、唯一のドイツ外のクラブである。

## 歴史

### 1897–1911: 創設期
1897年に„Erster Wiener Arbeiter-Fußball-Club“（訳：初のウィーン労働者フットボールクラブ）として創設されたオーストリアで最も歴史のあるクラブの一つ。当時はハプスブルク帝国軍の敷地で練習や試合が行われた。
1899年1月8日にクラブ名が現在の「SKラピート・ウィーン」に変更された。現在ではこの日にちがクラブの創設日とされている。
1905年、クラブカラーが現在の「緑・白」に決定された。徐々に人気が高まり、1907年には初のクラブハウスが建設された。
1911年、現在も本拠地を構える首都ウィーンの14区ヒュッテルドルフにホームスタジアム（当時の収容人数は4000人）が完成した。

### 1911–1930: 成長期
現在のオーストリア最上位サッカーリーグ (その当時はまだニーダーエスターライヒ州一部リーグ) が創設されて初のシーズンとなった1911-12年シーズンにリーグ優勝を果たした。その後今日まで同リーグ最多優勝数を他クラブに譲っていない。1918-19年シーズンから開催されたオーストリア・カップでも初年度で優勝した。
強豪チームとして人気が高まる中、1921年にはホームスタジアムが収容人数2万人にまで拡大された。国際試合は収容人数4万人のシュターディオン・ホーエ・ヴァルテ（ウィーン第19区デープリング）で開催された。
1930年までニーダーエスターライヒ一部およびウイーン一部リーグで計10回優勝し、特にドイツ語圏と東ヨーロッパでUEFAチャンピオンズリーグの前身とされているミトローパ・カップで1度の優勝と2度の準優勝を果たした。その他度々行われた国際親善試合でもオランダ王者アヤックス・アムステルダムを16-2で破るなど好結果を残し、当時のヨーロッパーサッカー界を代表するクラブの一つとなった。

### 1930–1945: オーストリア併合とナチス・ドイツ時代
1930年には生涯で公式戦756試合で1006得点を記録し、オーストリア代表とドイツ代表の2ヵ国の代表選手としてプレーしたフランツ・ビンダーを獲得したものの、ファースト・ヴィエナFC、FKアウストリア・ウィーン、FCアドミラ・ヴァッカー・メードリングなどの台頭もあり、1930年代になると国内リーグとミトローパ・カップで苦戦するようになる。
1938年にオーストリアがナチス・ドイツに併合された（アンシュルス）ため、ウイーン一部リーグはガウリーガのひとつ、ガウリーガ・オストマルクとなった。オーストリアのクラブはドイツ内のチームとしてドイチェ・マイスターシャフト、チャマーポカールに参加した。その年にカップ戦で優勝し、1941年にはDM1941での優勝を成し遂げた。優勝を決めた試合は10万人を超える観客が見守るベルリン・オリンピアシュタディオンで行われ、シャルケ04に3点を先制されたものの4点を奪い返しての逆転勝利であった。奇しくもこの試合が行われた1941年6月22日はバルバロッサ作戦（第二次世界大戦中のに開始されたドイツ国によるソビエト連邦奇襲攻撃作戦）が実行された日であった。
その後は第二次世界大戦により多くの選手がドイツ国防軍の一員として戦線に送られたものの終戦直前まで行われたリーグ戦に参加していた。

### 1945–1955: 戦後期
第二次世界大戦終戦の数ヵ月後には再びウイーンリーグが開催され、SKラピード・ウィーンが戦後初のシーズンを優勝で終える。
クラブ創設50周年を迎えた1949年にはブラジルへの記念遠征が行われた。ブラジル到着直後のCRヴァスコ・ダ・ガマ戦では0-5で敗戦したが、その後のサンパウロFC(4-2)とアトレチコ・パラナエンセ(7-2)戦では勝利を収め、SCコリンチャンス・パウリスタとは引き分けた(2-2)。
1951年には「ツェントローパカップ」という名称で復活したミトローパ・カップの準決勝で イタリア・セリエAの SSラツィオを5-0で破り決勝に進出。オーストリア勢同士の対戦となった決勝戦では当時存在したSCヴァッカー・ウィーンを3-2で破り優勝を決めた。決勝点を決めたのは後に監督としてUEFAチャンピオンズカップを2度制することになるエルンスト・ハッペルであった。
UEFAチャンピオンズカップが開催される1955年までは数多くの国際親善試合が行われ1953年にはイングランド王者のアーセナルFCを6-1で破るなど好結果を残した。

### 1955–1982: ヨーロッパカップでの成功と13年間の国内無冠
UEFAチャンピオンズカップ が1955年から開催。直前のシーズンでは国内3位の結果であったもののオーストリア・ブンデスリーガ最多優勝クラブとしての実績が買われUEFAチャンピオンズカップへの参加をUEFAより要請された。同大会初シーズンとなった1955–56年シーズン、オランダ王者のPSVアイントホーフェンを6-2の合計スコアで破ったが、準々決勝でイタリア王者のACミランを相手に敗退する。
その後も同大会ではホームでACミランやスペインの王者レアル・マドリードを相手に勝利するなど好成績を収めた。1960-61年シーズンに準決勝にまで進出したのがUEFAチャンピオンズカップでの最高成績となる。
その後も1967年のUEFAカップウィナーズカップ では準々決勝（延長戦でFCバイエルン・ミュンヘンを相手に敗退）まで進み、1969年のUEFAチャンピオンズカップではスペインの王者レアル・マドリードを破り再び準々決勝まで駒を進めた（マンチェスター・ユナイテッドを相手に敗退）。
オーストリア国内では1955-56年シーズンから1967-68年シーズンの間で6度のリーグ優勝を決めたものの、その後は1981-82年シーズンまでの13年間は主にFCヴァッカー・インスブルックとFKアウストリア・ウィーンに優勝を重ねられ無冠の時を迎えた。
それでも国内最多リーグ優勝クラブとしての人気は国内屈指で1962-63年シーズンでは第1節のウィーナー・スポーツ＝クラブ戦では74000人の観客がエルンスト・ハッペル・シュターディオンに集まった。
また1970年代には歴史に残る名FWハンス・クランクルを生み出した。クランクル1977-78シーズンに41得点をあげてオーストリア・ブンデスリーガ得点王を欧州各国リーグ戦の最多得点者に贈られるヨーロッパ・ゴールデンシューを受賞。1978年の夏にはスペイン・プリメーラ・ディビシオンの名門FCバルセロナに移籍。この移籍は同年春に退団したヨハン・クライフの後継者を求めていたバルセロナ側のアプローチにより実現し、同クラブでの初シーズンとなった1978-79シーズンではリーグ戦で18得点を記録し得点王となり、ピチーチ賞も受賞。さらにはUEFAカップウィナーズカップとコパ・デル・レイでの優勝も果たした。

### 1982–1996: 2度のヨーロッパカップでの準優勝
1982年から６シーズンに渡ってオーストリア・ブンデスリーガ及びオーストリア・カップで優勝もしくは準優勝とコンスタントに好結果を残すが、その後は優勝争いから遠ざかりFCヴァッカー・インスブルックやFKアウストリア・ウィーン等にタイトルを許す。
1984年-85年シーズンにはUEFAカップウィナーズカップ でベシクタシュJK、セルティックFC、FCディナモ・モスクワ等を破り決勝に進出。エヴァートンFC相手に敗戦したもの準優勝という歴史に残る快挙を成し遂げた。
1994-95年シーズンに8年ぶりのオーストリア・カップ優勝を果たし、1995年-96年シーズンには再びUEFAカップウィナーズカップに出場。スポルティングCP、FCディナモ・モスクワ、フェイエノールト等を破り決勝に進出。優勝はパリ・サンジェルマンFCに譲ったが再び同大会での準優勝という好結果を残した。
また同シーズン終了後、FWカルステン・ヤンカーがドイツ・ブンデスリーガ王者のFCバイエルン・ミュンヘンに、GKミヒャエル・コンゼルがイタリア・セリエA のASローマに、MFディートマー・キューバウアーがスペイン・プリメーラ・ディビシオンのレアル・ソシエダに移籍した。
1996-97年シーズンにはウクライナの名門FCディナモ・キーウを最終予選で破りUEFAチャンピオンズリーグに出場。グループリーグでフェネルバフチェSKとユヴェントスFCと引き分けたが、マンチェスター・ユナイテッドなど強豪相手に勝ち点を得られずグループリーグで敗退した。

### 1996年以降: 32回目の優勝とUEFAヨーロッパリーグ
1996-97年シーズン以降、後に日本代表監督に就任するイビチャ・オシム率いるSKシュトゥルム・グラーツや当時は「FCチロル」の名称で活動していたFCヴァッカー・インスブルック等に優勝を許すようになるが、それでも1997年から2001年の5年間で4度の準優勝を飾っていた。しかしその後は徐々に順位が落ち、 ドイツ代表選手として歴代最多の150試合出場を記録したローター・マテウスが監督に就任した2001-02年シーズンでは1944年以来となる降格争いに巻き込まれ、最終的には8位というクラブの歴史上最も酷い順位でリーグを終えた。
2004-05年シーズンでの優勝後、再び2007-08年シーズンに国内リーグ最多優勝回数となる32回目のリーグ優勝を果たしたものの、それ以降は主に新たなリーグの強豪FCレッドブル・ザルツブルクに優勝を許すようになる。
UEFAヨーロッパリーグでは2009-10年シーズンと2010-11年シーズンと2年連続でイングランド・プレミアリーグに属するアストン・ヴィラFCを最終予選で破った。グループリーグでは平均観客動員数48200人を記録、これはグループリーグで最も多い観客数であった。
2015-16年シーズンではUEFAチャンピオンズリーグの予選でオランダのアヤックス・アムステルダムを敗退に追い込み最終予選に進出するものの、FCシャフタール・ドネツクに本大会進出を阻まれる。
UEFAヨーロッパリーグのグループリーグの初戦ではスペイン・プリメーラ・ディビシオンの ビジャレアルCFを破り、そのままFCヴィクトリア・プルゼニ、FCディナモ・ミンスクを押さえてグループリーグを首位で突破したが、決勝トーナメントでバレンシアCFを相手に敗退した。
2016-17年シーズン、UEFAヨーロッパリーグのグループリーグでベルギーのKRCヘンクを破り、イタリア・セリエAのUSサッスオーロ・カルチョと2回引き分けるものの最終的にはアスレティック・ビルバオ戦で勝ち点を失い3位で終えた。
2018-19年シーズン、UEFAヨーロッパリーグのグループリーグでスコットランドのグラスゴー・レンジャーズとロシアのFCスパルタク・モスクワを相手に勝利しビジャレアルCFに次ぐ2位でグループリーグを突破。イタリア・セリエA のインテルを相手に決勝トーナメントで敗退した。
2005年以降徐々にクラブの方針も変わり、実績のある代表級の選手を獲得する以前の方針からイングランド・プレミアリーグやドイツ・ブンデスリーガへのステップアップを目指す優秀な若手選手の獲得に重点を置くクラブになり、実際にこのルートでユミット・コルクマツ、エルヴィン・ホッファー、シュテファン・マイヤーホーファー、ニキツァ・イェラヴィッチ等がステップアップ。
ここ数年ではギド・ブルクシュタラー（シャルケ04）、マルセル・ザビッツァー（RBライプツィヒ）、ロベルト・ベリッチ（ASサンテティエンヌ）、ルイス・シャウブ（1.FCケルン）、フロリアン・カインツ（1.FCケルン）、マクシミリアン・ウーバー（セビージャFC）らが5大リーグへのステップアップを果たしている。

## ウィーン・ダービー
SKラピード・ウィーンと最大のライバルであるFKアウストリア・ウィーンとの間で行われるオーストリア・サッカー史における最も有名なダービーである。
ヨーロッパで最も長く（どちらかのクラブ降格による中断がないまま）継続的に毎年開催されており、オールドファームに続いて2番目に多く開催されている歴史ある1部ダービーである。現在は共に様々な階級のファンに支持されている両クラブだが、歴史上は「労働者階級のクラブ」SKラピード・ウィーンと「富裕層のクラブ」FKアウストリア・ウィーンという階級対決の側面があった。
最初の公式戦でのダービーは1911年9月8日に開催され、SKラピード・ウィーンが4-1で勝利した。FKアウストリア・ウィーンの初勝利は1917年11月11日の1-0である。
2018年現在、これまでの対戦記録は通算325試合中、SKラピード・ウィーンが134勝、FKアウストリア・ウィーンが118勝、そして73引き分けとなっている。

## スタジアム
以前はゲルハルト・ハナッピ・シュターディオン（収容人数18,422人）及びエルンスト・ハッペル・シュターディオン（50,865人）を使用していたが、現在は2016年に完成した首都ウィーンの14区ヒュッテルドルフにあるアリアンツ・シュターディオン（28.345人）を使用している。
FCバイエルン・ミュンヘンが使用するアリアンツ・アレーナやユヴェントスFCのアリアンツ・スタジアム(ユヴェントス)と同じように大手金融グループのアリアンツ社がネーミングライツを獲得したため、現在では「アリアンツ・シュターディオン」（Allianz Stadion）の名称になっている。

## タイトル

### 国内タイトル
- オーストリア・ブンデスリーガ：優勝32回
  - 1912, 1913, 1916, 1917, 1919, 1920, 1921, 1923, 1929, 1930, 1935, 1938, 1940, 1941, 1946, 1948, 1951, 1952, 1954, 1956, 1957, 1960, 1964, 1967, 1968, 1982, 1983, 1987, 1988, 1996, 2005, 2008

- オーストリア・ブンデスリーガ：準優勝26回
  - 1914, 1918, 1928, 1933, 1934, 1947, 1949, 1950, 1958, 1959, 1965, 1966, 1973, 1977, 1978, 1984, 1985, 1986, 1997, 1998, 1999, 2001, 2009, 2012, 2014, 2015, 2016

- ドイチェ・フースバルマイスターシャフト：優勝1回
  - 1941

- オーストリア・カップ：優勝14回
  - 1919, 1920, 1927, 1946, 1961, 1968, 1969, 1972, 1976, 1983, 1984, 1985, 1987, 1995

- オーストリア・カップ：準優勝14回
  - 1929, 1934, 1959, 1960, 1966, 1971, 1973, 1986, 1990, 1991, 1993, 2005, 2017, 2019

- オーストリア・スーパーカップ：優勝3回
  - 1986, 1987, 1988

- オーストリア・スーパーカップ：準優勝2回
  - 1995, 1996

- ドイツ・サッカー選手権：1回
  - 1941

- DFBポカール：1回
  - 1938

### 国際タイトル
- ミトローパ・カップ：優勝2回
  - 1930, 1951

- ミトローパ・カップ：準優勝3回
  - 1927, 1928, 1956

- UEFAカップウィナーズカップ：準優勝2回
  - 1985, 1996

- UEFAインタートトカップ：3回
  - 1992, 1993, 2007

## 過去の成績
| シーズン | リーグ戦                     | リーグ戦 | リーグ戦 | リーグ戦 | リーグ戦 | リーグ戦 | リーグ戦 | リーグ戦 | リーグ戦 | オーストリア・カップ |
| シーズン | ディビジョン                 | 順位     | 試       | 勝       | 分       | 敗       | 得       | 失       | 点       | オーストリア・カップ |
| -------- | ---------------------------- | -------- | -------- | -------- | -------- | -------- | -------- | -------- | -------- | -------------------- |
| 1993-94  | オーストリア・ブンデスリーガ | 5位      | 36       | 12       | 11       | 13       | 38       | 42       | 35       | ベスト16             |
| 1994-95  | オーストリア・ブンデスリーガ | 3位      | 36       | 19       | 8        | 9        | 63       | 50       | 46       | 優勝                 |
| 1995-96  | オーストリア・ブンデスリーガ | 1位      | 36       | 22       | 7        | 7        | 68       | 38       | 73       | 3回戦敗退            |
| 1996-97  | オーストリア・ブンデスリーガ | 2位      | 36       | 18       | 12       | 6        | 69       | 36       | 66       | 3回戦敗退            |
| 1997-98  | オーストリア・ブンデスリーガ | 2位      | 36       | 18       | 8        | 10       | 42       | 36       | 62       | 準々決勝敗退         |
| 1998-99  | オーストリア・ブンデスリーガ | 2位      | 36       | 19       | 13       | 4        | 50       | 25       | 70       | 準決勝敗退           |
| 1999-00  | オーストリア・ブンデスリーガ | 3位      | 36       | 20       | 6        | 10       | 59       | 29       | 66       | 1回戦敗退            |
| 2000-01  | オーストリア・ブンデスリーガ | 2位      | 36       | 16       | 12       | 8        | 62       | 36       | 60       | 準決勝敗退           |
| 2001-02  | オーストリア・ブンデスリーガ | 8位      | 36       | 11       | 10       | 15       | 37       | 49       | 43       | ベスト16             |
| 2002-03  | オーストリア・ブンデスリーガ | 4位      | 36       | 13       | 12       | 11       | 40       | 38       | 51       | 2回戦敗退            |
| 2003-04  | オーストリア・ブンデスリーガ | 4位      | 36       | 16       | 9        | 11       | 50       | 47       | 57       | 準々決勝敗退         |
| 2004-05  | オーストリア・ブンデスリーガ | 1位      | 36       | 21       | 8        | 7        | 67       | 31       | 71       | 準優勝               |
| 2005-06  | オーストリア・ブンデスリーガ | 5位      | 36       | 13       | 10       | 13       | 51       | 41       | 49       | 準々決勝敗退         |
| 2006-07  | オーストリア・ブンデスリーガ | 4位      | 36       | 14       | 10       | 12       | 55       | 49       | 52       | 1回戦敗退            |
| 2007-08  | オーストリア・ブンデスリーガ | 1位      | 36       | 21       | 6        | 9        | 69       | 36       | 69       |                      |
| 2008-09  | オーストリア・ブンデスリーガ | 2位      | 36       | 21       | 7        | 8        | 89       | 43       | 70       | ベスト16             |
| 2009-10  | オーストリア・ブンデスリーガ | 3位      | 36       | 21       | 10       | 5        | 80       | 38       | 73       | 準々決勝敗退         |
| 2010-11  | オーストリア・ブンデスリーガ | 5位      | 36       | 14       | 11       | 11       | 52       | 42       | 53       | 準決勝敗退           |
| 2011-12  | オーストリア・ブンデスリーガ | 2位      | 36       | 16       | 14       | 6        | 52       | 30       | 62       | ベスト16             |
| 2012-13  | オーストリア・ブンデスリーガ | 3位      | 36       | 16       | 9        | 11       | 57       | 39       | 57       | 準々決勝敗退         |
| 2013-14  | オーストリア・ブンデスリーガ | 2位      | 36       | 17       | 11       | 8        | 63       | 40       | 62       | 1回戦敗退            |
| 2014-15  | オーストリア・ブンデスリーガ | 2位      | 36       | 19       | 10       | 7        | 68       | 38       | 67       | 準々決勝敗退         |
| 2015-16  | オーストリア・ブンデスリーガ | 2位      | 36       | 20       | 5        | 11       | 66       | 42       | 65       | 準々決勝敗退         |
| 2016-17  | オーストリア・ブンデスリーガ | 5位      | 36       | 12       | 10       | 14       | 52       | 42       | 46       | 準優勝               |
| 2017-18  | オーストリア・ブンデスリーガ | 3位      | 36       | 17       | 11       | 8        | 68       | 43       | 62       | 準決勝敗退           |
| 2018-19  | オーストリア・ブンデスリーガ | 7位      | 32       | 13       | 7        | 12       | 48       | 44       | 32       | 準優勝               |
| 2019-20  | オーストリア・ブンデスリーガ | 2位      | 32       | 17       | 7        | 8        | 64       | 43       | 38       | 2回戦敗退            |
| 2020-21  | オーストリア・ブンデスリーガ | 2位      | 32       | 17       | 8        | 7        | 64       | 40       | 36       | ベスト16             |
| 2021-22  | オーストリア・ブンデスリーガ | 5位      | 32       | 10       | 11       | 11       | 48       | 45       | 25       | 準々決勝敗退         |

## 欧州の成績

### 1950-2000
| シーズン | 大会                                 | ラウンド     | 対戦相手                     | ホーム       | アウェー     | プレーオフ | 合計    |  |
| -------- | ------------------------------------ | ------------ | ---------------------------- | ------------ | ------------ | ---------- | ------- |  |
| 1955-56  | UEFAチャンピオンズカップ             | 1回戦        | PSV                          | 6-1          | 0-1          | N/A        | 6-2     |  |
| 1955-56  | UEFAチャンピオンズカップ             | 準々決勝     | ミラン                       | 1-1          | 2-7          | N/A        | 3-8     |  |
| 1956-57  | UEFAチャンピオンズカップ             | 1回戦        | レアル・マドリード           | 3-1          | 2-4          | 0-2        | 5-7     |  |
| 1957-58  | UEFAチャンピオンズカップ             | 予選         | ミラン                       | 5-2          | 1-4          | 2-4        | 8-10    |  |
| 1960-61  | UEFAチャンピオンズカップ             | 予選         | ベシクタシュ                 | 4-0          | 0-1          | N/A        | 4-1     |  |
| 1960-61  | UEFAチャンピオンズカップ             | 1回戦        | エルツゲビルゲ・アウエ       | 3-1          | 0-2          | 1-0        | 4-3     |  |
| 1960-61  | UEFAチャンピオンズカップ             | 準々決勝     | マルメFF                     | 2-0          | 2-0          | N/A        | 4-0     |  |
| 1960-61  | UEFAチャンピオンズカップ             | 準決勝       | ベンフィカ                   | 1-1          | 0-3          | N/A        | 1-4     |  |
| 1961-62  | UEFAカップウィナーズカップ           | 予備予選     | スパルタク・ヴァルナ         | 0-0          | 5-2          | N/A        | 5-2     |  |
| 1961-62  | UEFAカップウィナーズカップ           | 1回戦        | フィオレンティーナ           | 2-6          | 1-3          | N/A        | 3-9     |  |
| 1962-63  | インターシティーズ・フェアーズカップ | 1回戦        | ツルヴェナ・ズヴェズダ       | 1-1          | 0-1          | N/A        | 1-2     |  |
| 1963-64  | インターシティーズ・フェアーズカップ | 1回戦        | RCF                          | 1-0          | 3-2          | N/A        | 4-2     |  |
| 1963-64  | インターシティーズ・フェアーズカップ | 2回戦        | バレンシア                   | 0-0          | 2-3          | N/A        | 2-3     |  |
| 1964-65  | UEFAチャンピオンズカップ             | 1回戦        | シャムロック・ローヴァーズ   | 3-0          | 2-0          | N/A        | 5-0     |  |
| 1964-65  | UEFAチャンピオンズカップ             | 2回戦        | レンジャーズ                 | 0-2          | 0-1          | N/A        | 0-3     |  |
| 1966-67  | UEFAカップウィナーズカップ           | 1回戦        | ガラタサライ                 | 4-0          | 5-3          | N/A        | 9-3     |  |
| 1966-67  | UEFAカップウィナーズカップ           | 2回戦        | スパルタク・モスクワ         | 1-0          | 1-1          | N/A        | 2-1     |  |
| 1966-67  | UEFAカップウィナーズカップ           | 準々決勝     | バイエルン・ミュンヘン       | 1-0          | 0-2 (a.e.t.) | N/A        | 1-2     |  |
| 1967-68  | UEFAチャンピオンズカップ             | 1回戦        | ベシクタシュ                 | 3-0          | 1-0          | N/A        | 4-0     |  |
| 1967-68  | UEFAチャンピオンズカップ             | 2回戦        | ブラウンシュヴァイク         | 1-0          | 0-2          | N/A        | 1-2     |  |
| 1968-69  | UEFAチャンピオンズカップ             | 1回戦        | ローゼンボリ                 | 3-3          | 3-1          | N/A        | 6-4     |  |
| 1968-69  | UEFAチャンピオンズカップ             | 2回戦        | レアル・マドリード           | 1-0          | 1-2          | N/A        | 2-2 (a) |  |
| 1968-69  | UEFAチャンピオンズカップ             | 準々決勝     | マンチェスター・ユナイテッド | 0-0          | 0-3          | N/A        | 0-3     |  |
| 1969-70  | UEFAカップウィナーズカップ           | 予備予選     | トルペド・モスクワ           | 0-0          | 1-1          | N/A        | 1-1 (a) |  |
| 1969-70  | UEFAカップウィナーズカップ           | 1回戦        | PSV                          | 1-2          | 2-4          | N/A        | 3-6     |  |
| 1971-72  | UEFAカップ                           | 2回戦        | ディナモ・ザグレブ           | 0-0          | 2-2          | N/A        | 2-2 (a) |  |
| 1971-72  | UEFAカップ                           | 3回戦        | ユヴェントス                 | 0-1          | 1-4          | N/A        | 1-5     |  |
| 1972-73  | UEFAカップウィナーズカップ           | 1回戦        | PAOK                         | 0-0          | 2-2          | N/A        | 2-2 (a) |  |
| 1972-73  | UEFAカップウィナーズカップ           | 2回戦        | ラピド・ブカレスト           | 1-1          | 1-3          | N/A        | 2-4     |  |
| 1973-74  | UEFAカップウィナーズカップ           | 1回戦        | ラナース                     | 2-1          | 0-0          | N/A        | 2-1     |  |
| 1973-74  | UEFAカップウィナーズカップ           | 2回戦        | ミラン                       | 0-2          | 0-0          | N/A        | 0-2     |  |
| 1974-75  | UEFAカップ                           | 1回戦        | アリス・テッサロニキ         | 3-1          | 0-1          | N/A        | 3-2     |  |
| 1974-75  | UEFAカップ                           | 2回戦        | ヴェレジュ・モスタル         | 1-1          | 0-1          | N/A        | 1-2     |  |
| 1975-76  | UEFAカップ                           | 1回戦        | ガラタサライ                 | 1-0          | 1-3          | N/A        | 2-3     |  |
| 1976-77  | UEFAカップウィナーズカップ           | 1回戦        | アトレティコ・マドリード     | 1-2          | 1-1          | N/A        | 2-3     |  |
| 1977-78  | UEFAカップ                           | 1回戦        | インテル・ブラチスラヴァ     | 1-0          | 0-3          | N/A        | 1-3     |  |
| 1978-79  | UEFAカップ                           | 1回戦        | ハイドゥク・スプリト         | 2-1          | 0-2          | N/A        | 2-3     |  |
| 1979-80  | UEFAカップ                           | 1回戦        | ディオーシュジュール         | 0-1          | 2-3          | N/A        | 2-4     |  |
| 1981-82  | UEFAカップ                           | 1回戦        | ヴィデオトン                 | 2-2          | 2-0          | N/A        | 4-2     |  |
| 1981-82  | UEFAカップ                           | 2回戦        | PSV                          | 1-0          | 1-2          | N/A        | 2-2 (a) |  |
| 1981-82  | UEFAカップ                           | 3回戦        | レアル・マドリード           | 0-1          | 0-0          | N/A        | 0-1     |  |
| 1982-83  | UEFAチャンピオンズカップ             | 1回戦        | アヴェニール・ベッゲン       | 8-0          | 5-0          | N/A        | 13-0    |  |
| 1982-83  | UEFAチャンピオンズカップ             | 2回戦        | ヴィジェフ・ウッチ           | 2-1          | 3-5          | N/A        | 5-6     |  |
| 1983-84  | UEFAチャンピオンズカップ             | 1回戦        | ナント                       | 3-0          | 1-3          | N/A        | 4-3     |  |
| 1983-84  | UEFAチャンピオンズカップ             | 2回戦        | ボヘミアンズ                 | 1-0          | 1-2          | N/A        | 2-2 (a) |  |
| 1983-84  | UEFAチャンピオンズカップ             | 準々決勝     | ダンディー・ユナイテッド     | 2-1          | 0-1          | N/A        | 2-2 (a) |  |
| 1984-85  | UEFAカップウィナーズカップ           | 1回戦        | ベシクタシュ                 | 4-1          | 1-1          | N/A        | 5-2     |  |
| 1984-85  | UEFAカップウィナーズカップ           | 2回戦        | セルティック                 | 3-1          | 1-0          | N/A        | 4-1     |  |
| 1984-85  | UEFAカップウィナーズカップ           | 準々決勝     | ディナモ・ドレスデン         | 5-0          | 0-3          | N/A        | 5-3     |  |
| 1984-85  | UEFAカップウィナーズカップ           | 準決勝       | ディナモ・モスクワ           | 3-1          | 1-1          | N/A        | 4-2     |  |
| 1984-85  | UEFAカップウィナーズカップ           | 決勝         | エヴァートン                 | 1-3          | 1-3          | 1-3        | 1-3     |  |
| 1985-86  | UEFAカップウィナーズカップ           | 1回戦        | タタバーニャ                 | 5-0          | 1-1          | N/A        | 6-1     |  |
| 1985-86  | UEFAカップウィナーズカップ           | 2回戦        | フラム・レイキャヴィーク     | 3-0          | 1-2          | N/A        | 4-2     |  |
| 1985-86  | UEFAカップウィナーズカップ           | 準々決勝     | ディナモ・キーウ             | 1-4          | 1-5          | N/A        | 2-9     |  |
| 1986-87  | UEFAカップウィナーズカップ           | 1回戦        | クラブ・ブルッヘ             | 4-3          | 3-3          | N/A        | 7-6     |  |
| 1986-87  | UEFAカップウィナーズカップ           | 2回戦        | ロコモティヴ・ライプツィヒ   | 1-1          | 1-2 (a.e.t.) | N/A        | 2-3     |  |
| 1987-88  | UEFAチャンピオンズカップ             | 1回戦        | ハムルーン・スパルタンズ     | 6-0          | 1-0          | N/A        | 7-0     |  |
| 1987-88  | UEFAチャンピオンズカップ             | 2回戦        | PSV                          | 1-2          | 0-2          | N/A        | 1-4     |  |
| 1988-89  | UEFAチャンピオンズカップ             | 1回戦        | ガラタサライ                 | 2-1          | 0-2          | N/A        | 2-3     |  |
| 1989-90  | UEFAカップ                           | 1回戦        | アバディーン                 | 1-0          | 1-2          | N/A        | 2-2 (a) |  |
| 1989-90  | UEFAカップ                           | 2回戦        | クラブ・ブルッヘ             | 4-3          | 2-1          | N/A        | 6-4     |  |
| 1989-90  | UEFAカップ                           | 3回戦        | リエージュ                   | 1-0          | 1-3          | N/A        | 2-3     |  |
| 1990-91  | UEFAカップ                           | 1回戦        | インテル                     | 2-1          | 1-3 (a.e.t.) | N/A        | 3-4     |  |
| 1992-93  | UEFAカップ                           | 1回戦        | ディナモ・キーウ             | 3-2          | 0-1          | N/A        | 3-3 (a) |  |
| 1995-96  | UEFAカップウィナーズカップ           | 1回戦        | ペトロルル・プロイェシュティ | 3-1          | 0-0          | N/A        | 3-1     |  |
| 1995-96  | UEFAカップウィナーズカップ           | 2回戦        | スポルティングCP             | 4-0 (a.e.t.) | 0-2          | N/A        | 4-2     |  |
| 1995-96  | UEFAカップウィナーズカップ           | 準々決勝     | ディナモ・モスクワ           | 3-0          | 1-0          | N/A        | 4-0     |  |
| 1995-96  | UEFAカップウィナーズカップ           | 準決勝       | フェイエノールト             | 3-0          | 1-1          | N/A        | 4-1     |  |
| 1995-96  | UEFAカップウィナーズカップ           | 決勝         | パリ・サンジェルマン         | 0-1          | 0-1          | 0-1        | 0-1     |  |
| 1996-97  | UEFAチャンピオンズリーグ             | 1回戦        | ディナモ・キーウ             | 2-0          | 4-2          | N/A        | 6-2     |  |
| 1996-97  | UEFAチャンピオンズリーグ             | グループC    | フェネルバフチェ             | 1-1          | 0-1          | N/A        | 4位     |  |
| 1996-97  | UEFAチャンピオンズリーグ             | グループC    | マンチェスター・ユナイテッド | 0-2          | 0-2          | N/A        | 4位     |  |
| 1996-97  | UEFAチャンピオンズリーグ             | グループC    | ユヴェントス                 | 1-1          | 0-5          | N/A        | 4位     |  |
| 1997-98  | UEFAカップ                           | 予選2回戦    | ズブロヨフカ・ブルノ         | 6-1          | 0-2          | N/A        | 6-3     |  |
| 1997-98  | UEFAカップ                           | 1回戦        | ハポエル・ペタク・チクヴァ   | 1-0          | 1-1          | N/A        | 2-1     |  |
| 1997-98  | UEFAカップ                           | 2回戦        | 1860ミュンヘン               | 3-0          | 1-2          | N/A        | 3-3 (a) |  |
| 1997-98  | UEFAカップ                           | 3回戦        | ラツィオ                     | 0-2          | 0-1          | N/A        | 0-3     |  |
| 1998-99  | UEFAカップ                           | 予選2回戦    | オモニア・ニコシア           | 2-0          | 1-3          | N/A        | 3-3 (a) |  |
| 1998-99  | UEFAカップ                           | 1回戦        | ジロンダン・ボルドー         | 1-2          | 1-1          | N/A        | 2-3     |  |
| 1999-00  | UEFAチャンピオンズリーグ             | 予選2回戦    | バレッタ                     | 3-0          | 2-0          | N/A        | 5-0     |  |
| 1999-00  | UEFAチャンピオンズリーグ             | 予選3回戦    | ガラタサライ                 | 0-3          | 0-1          | N/A        | 0-4     |  |
| 1999-00  | UEFAカップ                           | 1回戦        | インテル・ブラチスラヴァ     | 1-2          | 0-1          | N/A        | 1-3     |  |
| 2000-01  | UEFAカップ                           | 予選ラウンド | テウタ・ドゥラス             | 2-0          | 4-0          | N/A        | 6-0     |  |
| 2000-01  | UEFAカップ                           | 1回戦        | エルグリーテ                 | 3-0          | 1-1          | N/A        | 4-1     |  |
| 2000-01  | UEFAカップ                           | 2回戦        | オシエク                     | 0-2          | 1-2          | N/A        | 1-4     |  |

### 2001-
| シーズン | 大会                               | ラウンド       | 対戦相手                       | ホーム       | アウェー     | 合計    |  |
| -------- | ---------------------------------- | -------------- | ------------------------------ | ------------ | ------------ | ------- |  |
| 2001-02  | UEFAカップ                         | 予選ラウンド   | コスモス                       | 2-0          | 1-0          | 3-0     |  |
| 2001-02  | UEFAカップ                         | 1回戦          | パルチザン                     | 5-1          | 0-1          | 5-2     |  |
| 2001-02  | UEFAカップ                         | 2回戦          | パリ・サンジェルマン           | 2-2          | 0-4          | 2-6     |  |
| 2004-05  | UEFAカップ                         | 予選2回戦      | ルビン・カザン                 | 0-2          | 3-0          | 3-2     |  |
| 2004-05  | UEFAカップ                         | 1回戦          | スポルティングCP               | 0-0          | 0-2          | 0-2     |  |
| 2005-06  | UEFAチャンピオンズリーグ           | 予選2回戦      | F91デュドランジュ              | 3-2          | 6-1          | 9-3     |  |
| 2005-06  | UEFAチャンピオンズリーグ           | 予選3回戦      | ロコモティフ・モスクワ         | 1-1          | 1-0          | 2-1     |  |
| 2005-06  | UEFAチャンピオンズリーグ           | グループA      | バイエルン・ミュンヘン         | 0-1          | 0-4          | 4位     |  |
| 2005-06  | UEFAチャンピオンズリーグ           | グループA      | ユヴェントス                   | 1-3          | 0-3          | 4位     |  |
| 2005-06  | UEFAチャンピオンズリーグ           | グループA      | クラブ・ブルッヘ               | 0-1          | 2-3          | 4位     |  |
| 2007     | UEFAインタートトカップ             | 2回戦          | スロヴァン・ブラチスラヴァ     | 3-1          | 0-1          | 3-2     |  |
| 2007     | UEFAインタートトカップ             | 3回戦          | ルビン・カザン                 | 3-1          | 0-0          | 3-1     |  |
| 2007-08  | UEFAカップ                         | 予選2回戦      | ディナモ・トビリシ             | 5-0          | 3-0          | 8-0     |  |
| 2007-08  | UEFAカップ                         | 1回戦          | アンデルレヒト                 | 0-1          | 1-1          | 1-2     |  |
| 2008-09  | UEFAチャンピオンズリーグ           | 予選2回戦      | アノルトシス・ファマグスタ     | 3-1          | 0-3          | 3-4     |  |
| 2009-10  | UEFAヨーロッパリーグ               | 予選2回戦      | ヴラズニア                     | 5-0          | 3-0          | 8-0     |  |
| 2009-10  | UEFAヨーロッパリーグ               | 予選3回戦      | APOPキニュラス                 | 2-1          | 2-2 (a.e.t.) | 4-3     |  |
| 2009-10  | UEFAヨーロッパリーグ               | プレーオフ     | アストン・ヴィラ               | 1-0          | 1-2          | 2-2 (a) |  |
| 2009-10  | UEFAヨーロッパリーグ               | グループC      | ハンブルガー                   | 3-0          | 0-2          | 4位     |  |
| 2009-10  | UEFAヨーロッパリーグ               | グループC      | セルティック                   | 3-3          | 1-1          | 4位     |  |
| 2009-10  | UEFAヨーロッパリーグ               | グループC      | ハポエル・テルアビブ           | 0-3          | 1-5          | 4位     |  |
| 2010-11  | UEFAヨーロッパリーグ               | 予選2回戦      | スードゥヴァ・マリヤンポレ     | 4-2          | 2-0          | 6-2     |  |
| 2010-11  | UEFAヨーロッパリーグ               | 予選3回戦      | ベロエ・スタラ・ザゴラ         | 3-0          | 1-1          | 4-1     |  |
| 2010-11  | UEFAヨーロッパリーグ               | プレーオフ     | アストン・ヴィラ               | 1-1          | 3-2          | 4-3     |  |
| 2010-11  | UEFAヨーロッパリーグ               | グループL      | ポルト                         | 1-3          | 0-3          | 3位     |  |
| 2010-11  | UEFAヨーロッパリーグ               | グループL      | ベシクタシュ                   | 1-2          | 0-2          | 3位     |  |
| 2010-11  | UEFAヨーロッパリーグ               | グループL      | CSKAソフィア                   | 1-2          | 2-0          | 3位     |  |
| 2012-13  | UEFAヨーロッパリーグ               | 予選3回戦      | ヴォイヴォディナ・ノヴィ・サド | 2-0          | 1-2          | 3-2     |  |
| 2012-13  | UEFAヨーロッパリーグ               | プレーオフ     | PAOK                           | 3-0          | 1-2          | 4-2     |  |
| 2012-13  | UEFAヨーロッパリーグ               | グループK      | ローゼンボリ                   | 1-2          | 2-3          | 4位     |  |
| 2012-13  | UEFAヨーロッパリーグ               | グループK      | メタリスト・ハルキウ           | 1-0          | 0-2          | 4位     |  |
| 2012-13  | UEFAヨーロッパリーグ               | グループK      | レバークーゼン                 | 0-4          | 0-3          | 4位     |  |
| 2013-14  | UEFAヨーロッパリーグ               | 予選3回戦      | アステラス・トリポリス         | 3-1          | 1-1          | 4-2     |  |
| 2013-14  | UEFAヨーロッパリーグ               | プレーオフ     | ディラ・ゴリ                   | 1-0          | 3-0          | 4-0     |  |
| 2013-14  | UEFAヨーロッパリーグ               | グループG      | ディナモ・キーウ               | 2-2          | 1-3          | 3位     |  |
| 2013-14  | UEFAヨーロッパリーグ               | グループG      | ヘンク                         | 2-2          | 1-1          | 3位     |  |
| 2013-14  | UEFAヨーロッパリーグ               | グループG      | トゥーン                       | 2-1          | 0-1          | 3位     |  |
| 2014-15  | UEFAヨーロッパリーグ               | プレーオフ     | HJK                            | 3-3          | 1-2          | 4-5     |  |
| 2015-16  | UEFAチャンピオンズリーグ           | 予選3回戦      | アヤックス                     | 2-2          | 3-2          | 5-4     |  |
| 2015-16  | UEFAチャンピオンズリーグ           | プレーオフ     | シャフタール・ドネツク         | 0-1          | 2-2          | 2-3     |  |
| 2015-16  | UEFAヨーロッパリーグ               | グループE      | ビジャレアル                   | 2-1          | 0-1          | 2位     |  |
| 2015-16  | UEFAヨーロッパリーグ               | グループE      | ヴィクトリア・プルゼニ         | 3-2          | 2-1          | 2位     |  |
| 2015-16  | UEFAヨーロッパリーグ               | グループE      | ディナモ・ミンスク             | 2-1          | 1-0          | 2位     |  |
| 2015-16  | UEFAヨーロッパリーグ               | ラウンド32     | バレンシア                     | 0-4          | 0-6          | 0-10    |  |
| 2016-17  | UEFAヨーロッパリーグ               | 予選3回戦      | トルペド＝ベラーズ・ジョジナ   | 3-0          | 0-0          | 3-0     |  |
| 2016-17  | UEFAヨーロッパリーグ               | プレーオフ     | トレンチーン                   | 0-2          | 4-0          | 4-2     |  |
| 2016-17  | UEFAヨーロッパリーグ               | グループF      | アスレティック・ビルバオ       | 1-1          | 0-1          | 3位     |  |
| 2016-17  | UEFAヨーロッパリーグ               | グループF      | ヘンク                         | 3-2          | 0-1          | 3位     |  |
| 2016-17  | UEFAヨーロッパリーグ               | グループF      | サッスオーロ                   | 1-1          | 2-2          | 3位     |  |
| 2018-19  | UEFAヨーロッパリーグ               | 予選3回戦      | スロヴァン・ブラチスラヴァ     | 4-0          | 1-2          | 5-2     |  |
| 2018-19  | UEFAヨーロッパリーグ               | プレーオフ     | ステアウア・ブカレスト         | 3-1          | 1-2          | 4-3     |  |
| 2018-19  | UEFAヨーロッパリーグ               | グループG      | ビジャレアル                   | 0-0          | 0-5          | 2位     |  |
| 2018-19  | UEFAヨーロッパリーグ               | グループG      | スパルタク・モスクワ           | 2-0          | 2-1          | 2位     |  |
| 2018-19  | UEFAヨーロッパリーグ               | グループG      | レンジャーズ                   | 1-0          | 1-3          | 2位     |  |
| 2018-19  | UEFAヨーロッパリーグ               | ラウンド32     | インテル                       | 0-1          | 0-4          | 0-5     |  |
| 2020-21  | UEFAチャンピオンズリーグ           | 予選2回戦      | ロコモティヴァ・ザグレブ       | N/A          | 1-0          | N/A     |  |
| 2020-21  | UEFAチャンピオンズリーグ           | 予選3回戦      | ヘント                         | N/A          | 1-2          | N/A     |  |
| 2020-21  | UEFAヨーロッパリーグ               | グループB      | アーセナル                     | 1-2          | 1-4          | 3位     |  |
| 2020-21  | UEFAヨーロッパリーグ               | グループB      | モルデ                         | 2-2          | 0-1          | 3位     |  |
| 2020-21  | UEFAヨーロッパリーグ               | グループB      | ダンドーク                     | 4-3          | 3-1          | 3位     |  |
| 2021-22  | UEFAチャンピオンズリーグ           | 予選2回戦      | スパルタ・プラハ               | 2-1          | 0-2          | 2-3     |  |
| 2021-22  | UEFAヨーロッパリーグ               | 予選3回戦      | アノルトシス・ファマグスタ     | 3-0          | 1-2          | 4-2     |  |
| 2021-22  | UEFAヨーロッパリーグ               | プレーオフ     | ゾリャ・ルハーンシク           | 3-0          | 3-2          | 5-2     |  |
| 2021-22  | UEFAヨーロッパリーグ               | グループH      | ディナモ・ザグレブ             | 2-1          | 1-3          | 3位     |  |
| 2021-22  | UEFAヨーロッパリーグ               | グループH      | ヘンク                         | 0-1          | 1-0          | 3位     |  |
| 2021-22  | UEFAヨーロッパリーグ               | グループH      | ウェストハム・ユナイテッド     | 0-2          | 0-2          | 3位     |  |
| 2021-22  | UEFAヨーロッパカンファレンスリーグ | 決勝プレーオフ | フィテッセ                     | 2-1          | 0-2          | 2-3     |  |
| 2022-23  | UEFAヨーロッパカンファレンスリーグ | 予選2回戦      | レヒア・グダニスク             | 0-0          | 2-1          | 2-1     |  |
| 2022-23  | UEFAヨーロッパカンファレンスリーグ | 予選3回戦      | ネフチ・バクー                 | 2-0 (a.e.t.) | 1-2          | 3-2     |  |
| 2022-23  | UEFAヨーロッパカンファレンスリーグ | プレーオフ     | ファドゥーツ                   | 0-1          | 1-1          | 1-2     |  |

## 現所属メンバー
2023年1月27日現在
注：選手の国籍表記はFIFAの定めた代表資格ルールに基づく。
| No. | Pos. |              | 選手名                       |
| --- | ---- | ------------ | ---------------------------- |
| 2   | DF   | オランダ     | デンソ・カシウス             |
| 5   | MF   | オーストリア | ロマン・ケルシュバウム       |
| 6   | DF   | オーストリア | ケヴィン・ヴィマー           |
| 7   | MF   | ドイツ       | ニコラス＝ゲリット・キューン |
| 8   | MF   | オーストリア | クリストフ・クナスミュルナー |
| 9   | FW   | オーストリア | ギド・ブルクシュタラー       |
| 13  | MF   | オーストリア | トルステン・シック           |
| 14  | MF   | セルビア     | アレクサ・ペイッチ           |
| 16  | MF   | スロベニア   | デヤン・ペトロヴィッチ       |
| 17  | DF   | オーストリア | クリストファー・ディボン     |
| 19  | DF   | オーストリア | ミヒャエル・ゾルバウアー     |
| 20  | DF   | オーストリア | マクシミリアン・ホフマン     |
| 21  | GK   | オーストリア | ベルンハルト・ウンガー       |
| 22  | DF   | スロバキア   | マルティン・コスツェルニーク |
| 23  | MF   | オーストリア | ヨナス・アウアー             |

| No. | Pos. |              | 選手名                     |
| --- | ---- | ------------ | -------------------------- |
| 24  | MF   | オーストリア | パトリック・グレイル       |
| 25  | GK   | オーストリア | ポール・ガートラー         |
| 26  | DF   | オーストリア | マルティン・モーアマン     |
| 27  | FW   | オーストリア | マルコ・グリュッル         |
| 28  | MF   | オーストリア | モリッツ・オズワルド       |
| 29  | MF   | オーストリア | アンテ・バイッチ           |
| 33  | DF   | オーストリア | マルコ・ディアコヴィッチ   |
| 34  | FW   | オーストリア | ニコラス・ザットルベルガー |
| 38  | FW   | オランダ     | フレディ・ドライフ         |
| 41  | FW   | オーストリア | ベルンハルト・ツィマーマン |
| 42  | MF   | オーストリア | リオン・シュスター         |
| 43  | DF   | オーストリア | レオポルド・ケーアフェルト |
| 45  | GK   | オーストリア | ニクラス・ヘドル           |
| 77  | MF   | セルビア     | ドラゴリュブ・サヴィッチ   |

## 歴代監督
| - Dionys Schönecker (1910-1925) - Stanley Wilmott (1925-1926) - Edi Bauer (1926-1936) - Leopold Nitsch (1936-1945) - Hans Pesser (1945-1953) - Josef Uridil (1953-1954) - Viktor Hierländer (1954-1955) - Leopold Gernhardt (1955) - フランツ・ワーグナー (1955) - Alois Beranek (1956) - フランツ・ワーグナー (1956) - マックス・メルケル (1956-1958) - Rudolf Kumhofer (1958-1959) - Robert Körner (1959-1966) - Rudolf Vytlacil (1966-1968) - カール・デッカー (1968-1970) - Rudolf Vytlacil (1968-1969) | - カール・ラパン (1969-1970) - Gerd Springer (1970-1972) - Robert Körner (1972) - Ernst Hlozek (1972-1975) - Josef Pecanka (1975) - フランツ・ビンダー / Robert Körner (1975-1976) - Antoni Brzezanczyk (1976-1977) - Robert Körner (1977) - Karl Schlechta (1978-1979) - Walter Skocik (1979-1982) - Rudolf Nuske (1982) - オットー・バリッチ (1982-1985) - ヴラトコ・マルコヴィッチ (1985-1986) - オットー・バリッチ (1986-1988) - Wilhelm Kaipel (暫定) (1988) - ヴラトコ・マルコヴィッチ (1988-1989) - ハンス・クランクル (1989-1992) | - アウグスト・スタレック (1992-1993) - フベルト・バウムガルトナー (1993-1994) - エルンスト・ドクピル (1994-1998) - ヘリベルト・ヴェーバー (1998-2000) - エルンスト・ドクピル (2000-2001) - ペーター・ペルシディス (暫定) (2001) - ローター・マテウス (2001-2002) - ヨーゼフ・ヒッケルスベルガー (2002-2005) - ゲオルグ・ツェルホーファー (2006) - ペーター・パクルト (2006-2011) - ゾラン・バリシッチ (暫定) (2011) - ピーター・ショッテル (2011-2013) - ゾラン・バリシッチ (2013-2016) - マイク・ビュスケンス (2016) - ダーミア・カナディ (2016-2017) - ゴーラン・ジュリチン (2017-2018) - ディートマー・キューバウアー (2018-) |

## 歴代所属選手

### GK
| - ヴァルター・ゼーマン 1945-1962 - ミヒャエル・コンゼル 1985-1997 | - ヘルゲ・パイヤー 1997-2012 - ユルゲン・マッホ 2004-2005 | - ヤーン・ノヴォタ 2011-2017 |

### DF
| - エルンスト・ハッペル 1943-1954、1956-1959 - ゲルハルト・ハナッピ 1950-1965 - ペーター・シェッテル 1986-2002 - トリフォン・イヴァノフ 1995-1997 - マーティン・ヒデン 1997、2003-2008、2008-2009 - ニコラ・イェルカン 1997-1998 | - ギョルギ・ガリッチ 2002-2006 - アンドレアス・ドーバー 2004-2011 - マリオ・トキッチ 2007-2009 - シュテファン・パッラ 2007-2009、2013-2014 - ミラン・ヨヴァノヴィッチ 2009-2010 | - ブライアン・ベーレント 2012-2015 - マクシミリアン・ウーバー 2015-2017 - クリストフ・シェスヴェンター 2016-2017 - ボリ・ボリンゴリ＝ムボンボ 2017-2019 - メルト・ミュルドゥル 2017-2019 |

### MF
| - カール・ラパン 1929-1930 - ヘリベルト・ヴェーバー 1978-1989 - ヨーゼフ・ヒッケルスベルガー 1980-1982 - アントニーン・パネンカ 1981-1985 - アンドレアス・ヘルツォーク 1986-1992、2002-2003 - ディートマー・キューバウアー 1992-1997 | - アンドレアス・イヴァンシッツ 1998-2005 - ファルハード・マジーディー 2000 - ハストン・タウメント 2000-2002 - フェリ・カフラック 2004-2011 - ラデク・ベイブル 2005-2007 - ヤシン・ペリヴァン 2007-2011 - マルクス・ヘイッキネン 2007-2013 - ルイス・シャウブ 2011-2018 | - アサナシオス・ペツォス 2013-2016 - フロリアン・カインツ 2014-2016 - シュテファン・ヌッツ 2015-2016 - アルノール・イングヴィ・トラウスタソン 2016-2017 - デヤン・リュビチッチ 2017-2021 - ロベルト・リュビチッチ 2021-2022 |

### FW
| - フランツ・ビンダー 1930-1949 - ヨーゼフ・ビカン 1931-1935 - トニ・フリッチュ 1964-1971 - ハンス・クランクル 1970-1971、1972-1978、1980-1986 - ズラトコ・クラニチャール 1983-1990 - ウーゴ・マラドーナ 1990 - アンジェイ・クビツァ 1993-1994 - カルステン・ヤンカー 1995-1996 - デヤン・サビチェビッチ 1999-2001 - ローマン・キーナスト 2002-2006 | - エルダル・トピッチ 2004 - マテ・ビリッチ 2006-2007 - ユミット・コルクマツ 2006-2008 - マテ・ビリッチ 2006-2008 - エルヴィン・ホッファー 2006-2009 - シュテファン・マイヤーホーファー 2008-2009 - ニキツァ・イェラヴィッチ 2008-2010 - ヤン・フェネホール・オフ・ヘッセリンク 2010-2011 - アンジェ・ヌヒウ 2010-2012 | - デニ・アラー 2011-2016, 2018-2019, 2020- - ギド・ブルクシュタラー 2011-2014 - テレンス・ボイド 2012-2014 - マルセル・ザビッツァー 2013-2014 - ロベルト・ベリッチ 2014-2015 - マテイ・イェリッチ 2015-2018 - アンドリヤ・パヴロヴィッチ 2018-2019 - タクシアルヒス・ファウンタス 2019-2022 |